# Несиб, Луиза
Луиза Несиб, после замужества — Кадамуро (фр. Louisa Nécib Cadamuro; род. 23 января 1987, Марсель) — французская футболистка алжирского происхождения, которая большую часть своей карьеры выступала на позиции полузащитника в женском футбольном клубе «Олимпик Лион» и сборной Франции.

## Биография
Родилась в Марселе в семье алжирских эмигрантов Фарук и Джамиля Несиб. У Луизы есть младшие сестра и брат. Футболом начала заниматься c 14 лет, когда стала выступать за любительскую марсельскую команду U.S. 14 ÈME. До этого Несиб занималась гимнастикой на протяжении 4 лет, а в футбол играла только во дворе с соседскими ребятами. Дальше был клуб «Селтик (Марсель)».
В июле 2004 году, в возрасте 16 лет, Луиза была отобрана для обучения в академию Клерфонтен. «Первый год было очень тяжело, потому что я была так далеко от своей семьи. Я почти сдалась», — говорит сама Несиб. Как бы там не было, но только благодаря дружбе с Элоди Томи Луиза не бросила своё обучение в академии.
В августе 2013 года, по приглашению Министерства по делам молодёжи и спорта Алжира, Луиза посетила Алжир.
В июне 2016 года вышла замуж за известного футболиста Лиассина Кадамуро, выступающего за сборную Алжира.

## Клубная карьера

### «Клерфонтен»
Первый сезон в качестве профессиональной спортсменки Луиза провела в составе команды «Клерфонтен», играя в высшем дивизионе французского чемпионата по футболу. Свой дебютный матч Несиб сыграла 29 августа 2004 года против команды «Олимпик Лион». Матч завершился минимальной победой команды «Клерфонтен», причем победный гол забила именно Луиза на 90 минуте матча. Всего за сезон Несиб отыграла 20 матчей, в которых отличилась 6 голами. В сезоне 2005/2006 в Чемпионате Франции Луиза сыграла 18 матчей и забила 3 гола. К тому же часть сезона она играла в качестве капитана команды.

### «Монпелье»
Следующим клубом Несиб стала команда «Монпелье», куда годом ранее перешла её подруга Элоди Томи. А главным тренером команды был Патрис Лэйр. Первый матч за новую команду Луиза провела 3 сентября 2006 года, а первый гол забила уже 17 сентября 2006 года в матче 3-го тура. В целом, в 20 матчах во французском чемпионате футболистка отличилась 11 голами. В сезоне 2006/2007 Несиб помогла своей команде выиграть Кубок Франции, и занять второе итоговое место в таблице Чемпионата Франции. Успех в Кубке Франции стал первой  большой наградой в длинном списке трофеев футболистки.

### «Лион»
С 1 июля 2007 года Луиза стала игроком «Олимпика» из Лиона. Она выбрала себе 14 игровой номер. Первый официальный матч в футболке лионской команды Несиб провела 2 сентября 2017 года, а через неделю забила дебютный гол за новый клуб.  Именно в составе этой команды раскрылся талант Луизы. С командой, в сезоне 2007/2008 гг., она дошла до полуфинала Кубка УЕФА, где уступили шведскому клубу «Умео», проведя 10 матчей на турнире и отличившись 6 голами; выиграла свой первый Чемпионат Франции. Всего за сезон Луиза забила 17 голов (8 — Чемпионат Франции, 3 — Кубок Франции, 6 — Кубок УЕФА).
Сезон 2008/2009 гг. принес Луизе 2-е чемпионство во французском чемпионате, за 19 матчей Несиб отличилась 10 голами и отдала 12 голевых передач, что стало лучшим показателем в чемпионате Франции 2008/09 гг. по голевым передачам. В кубке Франции команда «Лион» проиграла в 1/2 финала «Монпелье» в серии после матчевых пенальти со счетом 4-3. В Кубке УЕФА команда вновь дошла до полуфинала, где проиграла немецкой команде «Дуйсбург» со счетом 4-2 по сумме двух матчей. Луиза же отыграла на турнире все 7 матчей «Лиона», отличившись тремя голами, кроме того, из игроков своей команды француженка провела на поле больше всех  игрового времени.
За свою игру в сезоне Луиза была награждена призом лучшему игроку Чемпионата Франции.
В сезоне 2009/2010 гг. Несиб в чемпионате Франции провела 15 матчей, забила 7 голов и сменила номер на футболке с 14 на 10. Также в том сезоне к команде присоединилась одна из лучших подруг Луизы Сара Буадди. Не обошлось в том сезоне и без неприятностей, так, 15 ноября 2009 года, в матче против команды Hénin-Beaumont, Луиза Несиб на 69' минуте матча получила от рефери матча красную карточку и вынуждена была покинуть поле. Сам матч завершился поражением «Лиона» со счетом 3-1. Но в конце сезона команда из города Лион все же заняла первое место в итоговой таблице чемпионата Франции, опередив команду «Жювизи» на одно очко. В Лиге Чемпионов лионская команда впервые в своей истории дошла до финала, в котором проиграла немецкому клубу ФК «Турбине» в серии пенальти со счетом 7-6. Луиза сыграла в 9-ти матчах (6 со старта), но отличиться смогла только одним голом в ворота российской команды «Россиянка». В кубке Франции в очередном полуфинальном матче команда «Лион» уступила столичному французскому клубу «ПСЖ» в серии пенальти со счетом 3-2. За 4 матча в розыграше национального кубка футболистка забила 2 гола.
В сезон 2010/2011 гг. в чемпионате Франции Луиза забила 14 голов в 21 матче, заняв 4 место в списке бомбардиров лиги. Урожайным тот сезон стал и на трофеи, так, лионская команда впервые в своей истории выиграла Лигу Чемпионов и покорила в очередной раз Чемпионат Франции. Суммарно за сезон Несиб сыграла 34 матча за команду, забивая 17 раз мячи в ворота соперников.
В 2011/2012 гг. команда «Лион» покорила все 3 соревнования в которых принимала участие: Чемпионат Франции, Лигу Чемпионов и Кубок Франции. В "копилке" Луизы 12 голов в 35-ти матчах сезона, 2 из которых пришлись на Лигу Чемпионов. После сезона 2011/2012 у Луизы заканчивался контракт с лионской командой, но 16 июля 2012 года был подписан новый контракт сроком на 4 года, до 30 июня 2016 года.
Сезон 2012/2013 гг. принес Луизе очередное чемпионство Франции (6-е кряду) и Кубок Франции. Причем матч 1/2 финала Кубка Франции команда с Лиона вынуждена была переигрывать из-за судейской ошибки. Но уже у финале лионская команда очень уверено обыграла «Сент-Этьен» со счетом 3-1. В Лиге Чемпионов «Лион» не сумел обыграть в финале немецкую команду «Вольфсбург». Сама Луиза в Лиге Чемпионов сезона 2012—2013 гг. провела 8 матчей и забила 5 голов. Это при том, что весь сезон Несиб провела на поле в роли оттянутого плеймейкера.
В сезоне 2013/2014 гг. Несиб вместе с командой оформили очередные победы в Кубке и Чемпионате Франции. А вот в Лиге Чемпионов команда в 1/8 финала не смогла пройти немецкую команду из Потсдама. Неудачным выдался сезон для Луизы и в плане результативности: 8 голов в 31 матче.
В сезоне 2014/2015 гг. все те же победы в Кубке и Чемпионате Франции и опять вылет команды в 1/8 финала Лиги Чемпионов. 8 февраля 2015 года Луиза получила травму в матче сборной Франции против США и до апреля не выходила на поле. Как итог - самый слабый сезон Несиб по статистичным показателям - 23 матча и 4 гола.
Сезон 2015/2016 гг. стал для Луизы последним в лионской команде. Прощание с командой стало триумфальным: победы в Лиге Чемпионов, Чемпионате и Кубке Франции. За сезон в 31 матче футболистка забила 12 голов. 8 мая 2016 года, в качестве профессиональной футболистки, провела свой последний матч в Чемпионате Франции против команды «Суайо». Финальный поединок Кубка Франции против «Монпелье» - последний результативный матч для француженки в футболке лионской команды, выйдя на замену на 79' минуте матча, уже на 85'  Луиза забивает красивым дальним ударом победный мяч в ворота своей бывшей команды.

## Карьера в сборной

### Карьера в молодёжной сборной
Луиза Несиб со сборной Франции прошла все уровни. 11 сентября 2003 она была вызвана в команду Франции до 17 лет. В 2003 году Несиб играла в Nordic Cup и European Youth Olympic Festival.
С командой до 19 лет Луиза играла на турнире La Manga в 2004 году и молодёжном чемпионате Европы в Венгрии в 2005 году, дошла с командой до финала, где в серии пенальти уступила России. На турнире забила единственный гол, по иронии судьбы, в ворота сборной России, а в финале реализовала свой пенальти в послематчевой серии.. Этот результат позволил сборной Франции квалифицироваться на Чемпионат мира по футболу 2006 (девушки до 20 лет), где Луиза провела все 4 матча со своей сборной.

### Карьера во взрослой сборной
Дебютировала в сборной 19 февраля 2005 года в товарищеском матче с Норвегией в возрасте 18 лет. Также Луиза сыграла на чемпионатах Европы 2005 и 2009 годов. Так, в 2005 году Несиб играла только в матче против сборной Германии, в котором Луиза была признана игроком встречи. Сборная Франции покинула турнир на групповой стадии, заняв третье место в своей группе. В 2009 году Луиза провела уже 4 матча, забив 1 мяч. Сборная Франции была остановлена на четвертьфинальной стадии турнира сборной Нидерландов.
На чемпионате мира 2011 года с командой Франции футболистка заняла четвёртое место, проиграв матч за бронзовые медали сборной Швеции, причём Луиза покинула поле через полчаса после начала встречи из-за травмы. На турнире Луиза провела все 6 матчей сборной.
Прекрасная игра французского плеймейкера не осталась незамеченной футбольными специалистами и Луиза была отобрана в числе 10 номинантов на награду Золотой мяч ФИФА 2011.
В 2012 году Луиза впервые играла на Олимпийских играх. Тот турнир сборная Франции завершила на 4 позиции. Матч за "бронзу" француженки проиграли сборной Канады, пропустив гол на 92 минуте матча. На Олимпийских играх в Лондоне Луиза сыграла 6 матчей.
В 2013 году сборная Франции вместе с Луизой Несиб принимали участие в Чемпионате Европы в Швеции. Французская команда была одной из фаворитов турнира, но свой четвертьфинальный поединок проиграла сборной Дании в серии пенальти. В ходе этой встречи Луиза дважды пробивала пенальти: в основное время и после матча, став одной из тех, кто свой послематчевый пенальти не реализовал. Проведя на турнире 4 матча Луиза сумела забить 2 мяча.
В августе 2013 года в команде Франции был назначен новый тренер. Им стал Филипп Бержеро. Он перевел Луизу на левый фланг атаки. Но даже на позиции вингера, в 2014 году, Несиб стала одной из самых результативных игроков и отдала больше всех голевых передач в своей сборной, что и стало причиной очередной номинации на награду Золотой мяч ФИФА 2014.
2015 год в сборной для Луизы начался с травмы. Матч со сборной США, 8 февраля 2015 года, проходил на синтетическом покрытии. Из-за травмы левой ноги, полученной во время матча, Несиб вынуждена была покинуть поле на 39 минуте. Возвращение на поле произошло 18 апреля 2015 года. На Чемпионате мира в Канаде сборная Франции входила в число главных претендентов на медали. Но на стадии 1/4 финала команда потерпела обидное поражение. В серии пенальти сборная Германии одолела „трёхцветных“, со счетом 5-4. Луиза же в этом матче забивала дважды: в основное время и в серии пенальти. За 4 матча на Чемпионате мира Несиб забила 1 мяч.
В 2016 году Луиза провела свой последний матч в составе сборной Франции. На Олимпийских играх в Рио-де-Жанейро француженка сыграла 4 матча, забив 2 мяча в ворота сборной Новой Зеландии. Сборная Франции остановилась на четвертьфинальной стадии турнира, проиграв сборной Канады.
За время выступлений за французскую сборную Луиза провела 145 матчей (133 в стартовом составе), забив 36 голов.

## Стиль игры
Пресса назвала её «Зиданом в юбке», причём не только за отличные игровые качества, но и за алжирское происхождение и первые футбольные шаги в Марселе (точно так же начинал свою карьеру и Зидан, кабил по национальности).

## Статистика

### Клубная
Статистика приведена по состоянию на 9 мая 2016
| Клуб             | Сезон            | Лига | Лига | Кубок | Кубок | Еврокубки | Еврокубки | Итого | Итого |
| Клуб             | Сезон            | Игры | Голы | Игры  | Голы  | Игры      | Голы      | Игры  | Голы  |
| ---------------- | ---------------- | ---- | ---- | ----- | ----- | --------- | --------- | ----- | ----- |
| Клерфонтен       | 2004-05          | 20   | 6    | 0     | 0     | 0         | 0         | 20    | 6     |
| Клерфонтен       | 2005-06          | 18   | 3    | 0     | 0     | 0         | 0         | 18    | 3     |
| Клерфонтен       | Итого            | 38   | 9    | 0     | 0     | 0         | 0         | 38    | 9     |
| Монпелье         | 2006-07          | 20   | 11   | 5     | 5     | 0         | 0         | 25    | 16    |
| Монпелье         | Итого            | 20   | 11   | 5     | 5     | 0         | 0         | 25    | 16    |
| Олимпик Лион     | 2007-08          | 21   | 8    | 5     | 3     | 10        | 6         | 36    | 17    |
| Олимпик Лион     | 2008-09          | 19   | 10   | 2     | 1     | 7         | 3         | 28    | 14    |
| Олимпик Лион     | 2009-10          | 15   | 7    | 3     | 0     | 8         | 4         | 26    | 11    |
| Олимпик Лион     | 2010-11          | 21   | 14   | 4     | 2     | 9         | 1         | 34    | 17    |
| Олимпик Лион     | 2011-12          | 21   | 9    | 6     | 1     | 8         | 2         | 35    | 12    |
| Олимпик Лион     | 2012-13          | 20   | 3    | 6     | 1     | 8         | 5         | 34    | 9     |
| Олимпик Лион     | 2013-14          | 21   | 4    | 6     | 1     | 4         | 3         | 31    | 8     |
| Олимпик Лион     | 2014-15          | 16   | 2    | 3     | 0     | 4         | 2         | 23    | 4     |
| Олимпик Лион     | 2015-16          | 19   | 7    | 4     | 2     | 8         | 3         | 31    | 12    |
| Олимпик Лион     | Итого            | 173  | 64   | 38    | 11    | 66        | 29        | 278   | 104   |
| Итого за карьеру | Итого за карьеру | 231  | 84   | 43    | 16    | 66        | 29        | 341   | 129   |

### В сборной
Статистика приведена по состоянию на 9 августа 2016 года
| Сборная | Сезон   | Игры | Голы |
| ------- | ------- | ---- | ---- |
| Франция | 2004-05 | 3    | 0    |
| Франция | 2005-06 | 8    | 0    |
| Франция | 2006-07 | 7    | 1    |
| Франция | 2007-08 | 6    | 1    |
| Франция | 2008-09 | 7    | 1    |
| Франция | 2009-10 | 15   | 4    |
| Франция | 2010-11 | 14   | 3    |
| Франция | 2011-12 | 17   | 5    |
| Франция | 2012-13 | 20   | 5    |
| Франция | 2013-14 | 21   | 10   |
| Франция | 2014-15 | 12   | 3    |
| Франция | 2015-16 | 9    | 1    |
| Франция | 2016-17 | 6    | 2    |
| Итого   | Итого   | 145  | 36   |

#### Голы за сборную Франции
Источник:  Архивная копия от 11 июня 2015 на Wayback Machine
| №     | Дата       | Соперник          | Счёт | Голы Несиб   | Турнир                                    |
| 1     | 11/04/2007 | Греция            | 6:0  | 41'          | Квалификационный матч к Евро-09           |
| 2     | 27/10/2007 | Сербия            | 1:1  | 60'          | Квалификационный матч к Евро-09           |
| 3     | 10/03/2009 | ЮАР               | 3:2  | 79'          | Матч на Международном турнире Кубка Кипра |
| 4     | 12/08/2009 | Шотландия         | 4:0  | 68'          | Товарищеский матч                         |
| 5     | 24/08/2009 | Исландия          | 1:3  | 67'          | Евро-09                                   |
| 6     | 28/10/2009 | Эстония           | 12:0 | 31'          | Квалификация к ЧМ-2011                    |
| 7     | 27/03/2010 | Северная Ирландия | 4:0  | 54'          | Квалификация к ЧМ-2011                    |
| 8-9   | 19/11/2010 | Польша            | 5:0  | 7' 40'       | Товарищеский матч                         |
| 10    | 18/06/2011 | Бельгия           | 7:0  | 68'          | Товарищеский матч                         |
| 11    | 22/09/2011 | Ирландия          | 1:3  | 62'          | Квалификация к Евро-2013                  |
| 12    | 16/11/2011 | Уругвай           | 8:0  | 12'          | Товарищеский матч                         |
| 13    | 20/11/2011 | Мексика           | 5:0  | 5'           | Товарищеский матч                         |
| 14    | 04/03/2012 | Англия            | 0:3  | 11'          | Международный турнир Кубок Кипра          |
| 15    | 06/03/2012 | Канада            | 0:2  | 62' пен.     | Международный турнир Кубок Кипра          |
| 16    | 04/07/2012 | Румыния           | 6:0  | 29'          | Товарищеский матч                         |
| 17    | 06/03/2012 | Шотландия         | 0:5  | 64'          | Квалификация к Евро-2013                  |
| 18-19 | 13/02/2013 | Германия          | 3:3  | 14' 22'      | Товарищеский матч                         |
| 20    | 09/03/2013 | Бразилия          | 1:1  | 96' пен.     | Товарищеский матч                         |
| 21    | 19/07/2013 | Англия            | 3:0  | 62'          | Евро-2013                                 |
| 22    | 22/07/2013 | Дания             | 1:1  | 71' пен.     | Евро-2013                                 |
| 23    | 20/09/2013 | Чехия             | 2:0  | 82'          | Товарищеский матч                         |
| 24    | 25/10/2013 | Польша            | 6:0  | 47'          | Товарищеский матч                         |
| 25    | 31/10/2013 | Австрия           | 1:3  | 16'          | Квалификация к ЧМ-2015                    |
| 26    | 27/11/2013 | Болгария          | 14:0 | 6'           | Квалификация к ЧМ-2015                    |
| 27-28 | 08/02/2014 | Швеция            | 3:0  | 48' 82       | Товарищеский матч                         |
| 29    | 07/03/2014 | Австралия         | 2:3  | 29'          | Международный турнир Кубок Кипра          |
| 30    | 19/06/2014 | США               | 2:2  | 27' пен.     | Товарищеский матч                         |
| 31    | 13/09/2014 | Финляндия         | 0:2  | 24'          | Квалификация к ЧМ-2015                    |
| 32    | 17/09/2014 | Финляндия         | 3:1  | 66'          | Квалификация к ЧМ-2015                    |
| 33    | 26/06/2015 | Германия          | 1:1  | 64'          | ЧМ-2015                                   |
| 34    | 26/01/2016 | Норвегия          | 1:0  | 84' пен.     | Товарищеский матч                         |
| 35-36 | 09/08/2016 | Новая Зеландия    | 0:3  | 63' 92' пен. | ОИ-2016                                   |

## Достижения

### Клубные
- Чемпионка Франции 2008, 2009, 2010, 2011, 2012, 2013, 2014, 2015 и 2016 годов
- Победительница Кубка Вызова Франции 2007 и 2008 годов
- Победительница Кубка Франции 2012, 2013, 2014, 2015 и 2016 годов
- Победительница Лиги чемпионов УЕФА 2011, 2012 и 2016 годов
- Финалистка Лиги чемпионов УЕФА 2010 и 2013 годов

### В сборной
- Вице-чемпионка Европы среди девушек не старше 19 лет 2005 года
- 4-е место на чемпионате мира 2011 года
- Обладательница Кубка Кипра 2012 и 2014 годов
- 4-е место на Олимпийских играх 2012 года

### Личные
- Игрок года во Франции (1) — сезон 2008—2009
- Номинация на премию «Золотой мяч ФИФА» (2) — 2011, 2014 гг.
- Номинация на Премию имени Ференца Пушкаша (1) — 2013 г.
- Игрок Сборной всех звёзд чемпионата мира 2011 года
- Обладатель «Бронзовой бутсы» adidas по итогам Чемпионата Европы 2013 г.[40]